# Клеппер, Джеймс
Джеймс Клеппер (англ. James Clapper; род. 14 марта 1941, Форт-Уэйн, Индиана) — американский военный и государственный деятель, генерал-лейтенант авиации в отставке, Директор Национальной разведки США (9 августа 2010 — 20 января 2017).

## Биография
Родился в Форт-Уэйне (Индиана), окончил в 1963 году Мэрилендский университет в Колледж-Парке, бакалавр политических наук и в 1970 году Университет Святой Марии (Техас), магистр политических наук. В 1973 году окончил Авиационный командно-штабной колледж на базе ВВС в Максвелле (Алабама). В 1975 году с отличием окончил Колледж штаба армии (Armed Forces Staff College) в Норфолке (Виргиния). В 1976 году окончил Авиационный военный колледж на базе ВВС в Максвелле (Алабама). В 1979 году окончил Национальный военный колледж в Форте Лесли Дж. Мак-Нэйра, Вашингтон. В 1990 году прослушал программу для высших чинов национальной и международной безопасности в Гарвардском университете (Массачусетс), также в 1990 году посещал Гарвардский семинар по оборонной политике.
С 1963 по 1995 год — на военной службе. Ещё во время учёбы в Мэрилендском университете добровольно вступил в резерв Корпуса морской пехоты, но вскоре перевёлся на отделение, обучавшееся по программе подготовки офицеров запаса ВВС. Окончив с отличием курс военной подготовки в университете, с мая 1963 по март 1964 года проходил обучение на Офицерских курсах разведки каналов связи на базе ВВС в Гудфеллоу (Техас). Участник вьетнамской войны.
С марта 1964 года — начальник аналитического отделения Центра специальных коммуникаций ВВС, база ВВС в Келли (Техас). С декабря 1965 года — офицер-наблюдатель и аналитик воздушной обороны 2-й авиадивизии (позднее 7-го воздушного флота), база ВВС Тан Сан Нхут (Южный Вьетнам). С декабря 1966 года — адъютант командира и референт Службы безопасности ВВС, база ВВС в Келли (Техас). С июня 1970 года — командир 3-го отделения (занимавшегося разведкой каналов связи) 6994-й охранной эскадрильи, база Накхон Фаном Королевских ВВС Таиланда. Совершил 73 боевых вылета на самолётах EC-47s. С июня 1971 года — военный помощник директора АНБ. С августа 1973 года — адъютант командира и офицер штаба разведки в штаб-квартире командования систем ВВС (Air Force Systems Command), база ВВС в Эндрюсе (Мэриленд). С сентября 1975 года — начальник отделения разведки каналов связи штаб-квартиры Тихоокеанского командования США, Кэмп Х. М. Смит (Гавайи). С июня 1979 года — представитель Вашингтона для команды электронной безопасности, заместитель командира, Форт Мид (Мэриленд). С февраля 1980 года там же — командир 6940-го крыла электронной безопасности. С апреля 1981 года — директор по разведывательным планам и системам Отдела помощника начальника штаба по разведке, штаб-квартира ВВС США, Вашингтон. С июня 1984 года — командующий Центра технических служб ВВС, база ВВС в Пэтрике (Флорида). С июня 1985 года — помощник начальника по разведке штаба ВВС США в Корее и заместитель помощника начальника по разведке объединённого американо-южнокорейского штаба.
С июля 1987 года — директор по разведке штаб-квартиры Тихоокеанского командования США, Кэмп Х. М. Смит (Гавайи). С июля 1989 года — заместитель начальника по разведке штаба Командования стратегической авиации, база ВВС в Оффатте (Небраска). С апреля 1990 года — помощник начальника штаба ВВС США по разведке. В 1992—1995 годах — директор Разведывательного управления Министерства обороны. 1 сентября 1995 года ушёл в отставку в звании генерал-лейтенанта. В 2001—2006 годах — директор Национального агентства геопространственной разведки. В 2007—2010 годах — заместитель министра обороны США по разведке.
С августа 2010 года — Директор Национальной разведки. 17 ноября 2016 года подал в отставку, заявив, что будет работать лишь до ухода со своего поста президента Барака Обамы.
Однако, не разделяет позицию ЦРУ в том, что Россия якобы вмешивалась в президентские выборы в США, чтобы повлиять на их исход.
Занимал руководящие посты в ряде корпораций. Почётный доктор Национального Университета Разведки (Вашингтон).
Женат. Двое взрослых детей и трое внуков.

## Высказывания о русских
В мае 2017 года Клеппер высказал мысль, что Россия представляет основную угрозу для США, добавив:

Если вы поместите это в контекст всего остального, что мы знали, что русские делали, чтобы помешать выборам, и всего лишь историческим практикам русских, которые, как правило, почти генетически склонны кооптировать, проникать, завоёвывать благосклонность, что является типично русским приёмом.
Оригинальный текст (англ.)If you put that in context with everything else we knew the Russians were doing to interfere with the election, and just the historical practices of the Russians, who typically, almost genetically driven to co-opt, penetrate, gain favor, whatever, which is a typical Russian technique. So we were concerned.

Высказывания Клеппера вызвали недоумение у американского политолога российского происхождения Дмитрия Саймса: «Для меня вот это откровенный расизм, самоочевидный. И что уникально в отношении этого заявления, оно было сделано по телевидению. И какая была на это реакция? Никакая. Я представляю, как ведущий одного из главных каналов, как бы он отреагировал, если бы кто-то это сказал про практически любую другую этническую или религиозную группу. А здесь — не было никакого отпора, никакого возмущения, и генерал Клеппер регулярно появляется по телевидению».
В июне 2017 года Клеппер заявил, что «русские не являются нашими друзьями», потому что «их гены противоположны, диаметрально противоположны США и западным демократиям».